# فدراسیون دو و میدانی ایران
فدراسیون دو و میدانی ایران سازمان اداره کننده ورزش دو و میدانی در کشور ایران است که مقر آن در مجموعه ورزشی شهید کشوری تهران قرار دارد. این فدراسیون در سال ۱۳۱۵ تأسیس شده است.

## رؤسای فدراسیون
- علی کفاشیان (۱۳۶۰–۱۳۷۰)
- منوچهر شمشیری (۱۳۷۰–۱۳۷۵)[۲]
- علی کفاشیان (۱۳۷۵–۱۳۸۱)
- احمد درگاهی (سرپرست) (آبان ۱۳۸۱-فروردین ۱۳۸۲)[۳]
- حسین جلالی (۱۳۸۲–۱۳۸۵)[۴]
- سید مصطفی کریمی (سرپرست) (اردیبهشت-آبان ۱۳۸۵)[۵]
- سید مصطفی کریمی (۱۳۸۵–۱۳۸۹)[۶]
- محمدرضا کاظمی آشتیانی (سرپرست) (بهمن ۱۳۸۹ - آذر ۱۳۹۰)[۷]
- افشین داوری (سرپرست) (آذر-بهمن ۱۳۹۰)[۸]
- افشین داوری (۱۳۹۰–۱۳۹۴)[۹]
- حسن طباطبایی (سرپرست) (اردیبهشت-شهریور ۱۳۹۴)[۱۰]
- مجید کیهانی (۱۳۹۴–۱۳۹۸)[۱۱]
- ایرج عرب (سرپرست) (مهر-اسفند ۱۳۹۸)[۱۲]
- مهدی مبینی (سرپرست) (اسفند ۱۳۹۸-مهر ۱۳۹۹)[۱۳]
- هاشم صیامی (۲۰ مهر ۱۳۹۹–۱۷ اردیبهشت ۱۴۰۲[۱۴])
- افشین داوری (سرپرست) (۱۷ اردیبهشت ۱۴۰۲–۷ آذر ۱۴۰۲)
- مهدی مبینی (سرپرست) (۷ آذر ۱۴۰۲–۲۶ اسفند ۱۴۰۲)
- حسین مطیعی (سرپرست) (۲۶ اسفند ۱۴۰۲[۱۵]-۱۱ تیر ۱۴۰۳)
- احسان حدادی (۱۱ تیر ۱۴۰۳[۱۶]-تاکنون)